# Йиешъяврре
Йи́ешъяврре, также Йиешъярре (норв. Iešjávri, северносаам. Iešjávri, луле-саам. Iešjávrre) — озеро на севере Норвегии в фюльке Финнмарк.
Название озера имеет саамское происхождение и означает «высокая вода».
Озеро лежит на высоте 390 м над уровнем моря на плоскогорье Финнмарксвидда (Финмаркен) в 40 км к юго-востоку от южной оконечности Алта-фьорда и в 50 км к юго-западу от южной оконечности Порсангер-фьорда. Площадь озера составляет 68,4 км² (в некоторых источниках указывается площадь 68,16 км²) — это самое крупное озеро Финнмарка; с севера на юг его длина превышает 13 км. Административно относится к муниципалитетам (коммунам) Алта (северо-западная часть озера), Кёутукейну (юго-западная часть) и Карасйок (восточная часть).
Относится к бассейну Баренцева моря: из южной части озера вытекает река Йиешйокка, которая течёт сначала на юг, затем поворачивает на восток и примерно в 70 км от истока, около посёлка Ассебакте, впадает в реку Карасйокка (Карашйокка), которая, сливаясь с Анарйоккой (финское название — Инарийоки), образует реку Танаэльв (финское название — Тенойоки), впадающую в Тана-фьорд.